# Albin Michel (casa editrice)
La Albin Michel è una casa editrice indipendente francese, fondato nel 1902 da Albin Michel e guidata da Francis Esmenard, nipote del fondatore. È uno dei dieci più grandi editori francesi.

## Cronologia

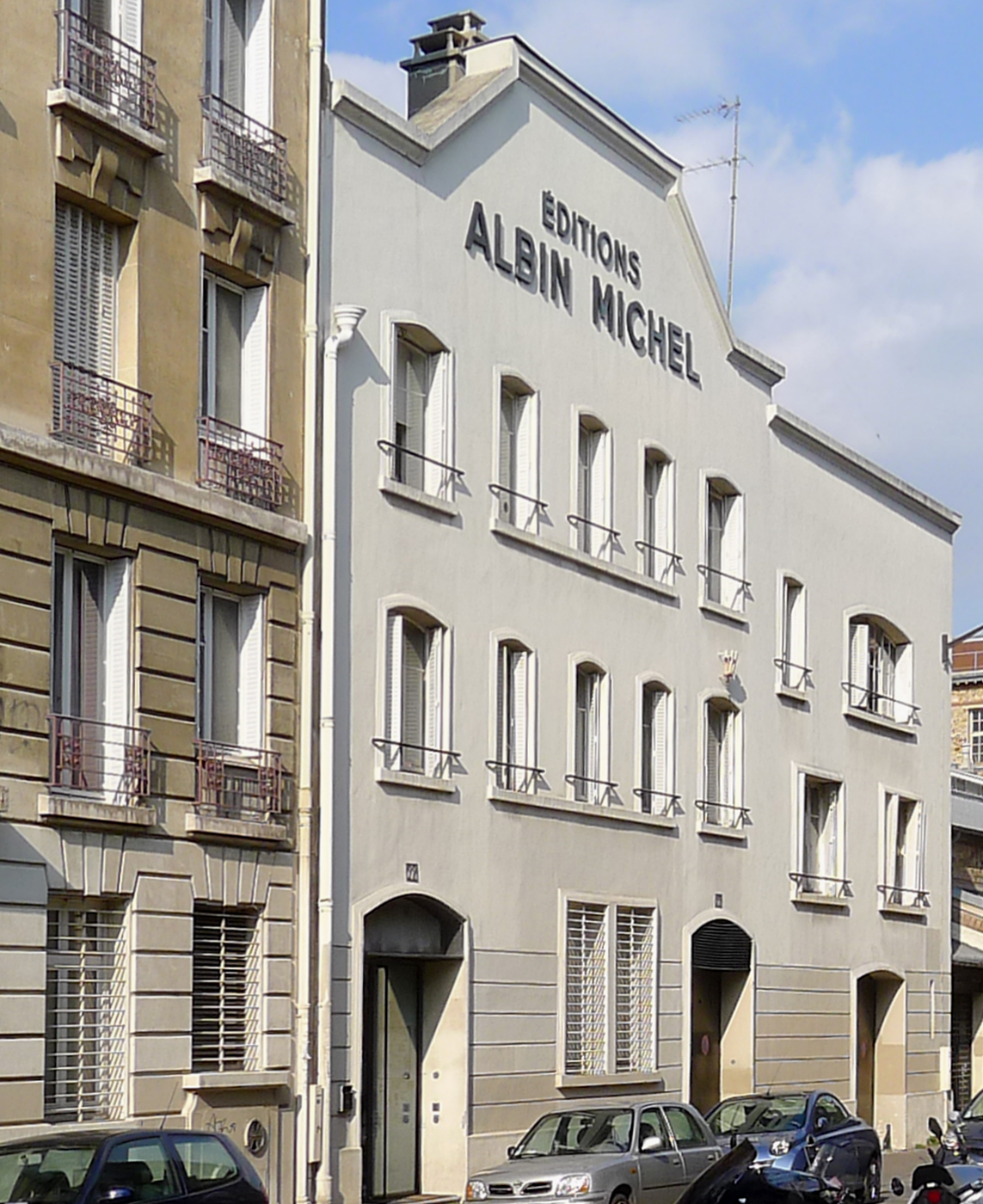
La sede in via Huygens, 22 a Parigi

Il 21 gennaio 1902 a Parigi viene firmato da Albin Michel, editore, e lo scrittore e giornalista Félicien Champsaur il contratto per il primo libro di questo marchio: si tratta del romanzo di Champsaur L'Arriviste , che esce a maggio di quell'anno e conosce il successo, con decine di migliaia di copie vendute. Michel era stato direttore di una libreria del gruppo "Flammarion e Vaillant" situata in Avenue de l'Opéra; aveva appena iniziato una attività in proprio, aprendo una propria libreria in società con Adolphe Forgeot a Parigi e un'altra a Bordeaux.
Nel mese di ottobre 1904, in accordo con Flammarion, che mantiene la proprietà delle opere di Georges Courteline, Albin Michel lanciato una collezione con un volume pubblicato ogni settimana: "Le opere di George Courteline" a 30 centesimi ciascuno; si tratta di smilzi libretti stampati con la tecnica della stampa periodica che abbassa notevolmente il prezzo e quindi di essere alla portata della maggior parte numero del pubblico potenziale. La casa lancia quindi la collezione Romanzi di successo a 95 centesimi, imponendosi in questa nicchia, quella del libro economico per il grande pubblico.
Nel 1910 ha aperto i suoi uffici al numero 22 di Rue Huyghens, dove ha sede ancora all'inizio del ventunesimo secolo. La casa editrice si apre alla letteratura per ragazzi nel 1910 al fine di diversificare il suo pubblico.
Nel luglio del 1912, la casa editrice lancia la sua prima rivista, Le Bon-Point amusant. Journal des enfants bien élevés.
Durante la prima guerra mondiale, acquista i cataloghi di altri editori (Henri Letellier, Geisler) e nel 1917 vince il Prix Goncourt con La Flamme au poing di Henry Malherbe. A partire dal 1920, la casa registra una forte crescita con il successo di  Atlantide di Pierre Benoît, un best seller del momento. Nel 1921 e nel 1922 vince di nuovo il Prix Goncourt con "Batouala" di René Maran, poi con due romanzi di Henri Béraud.

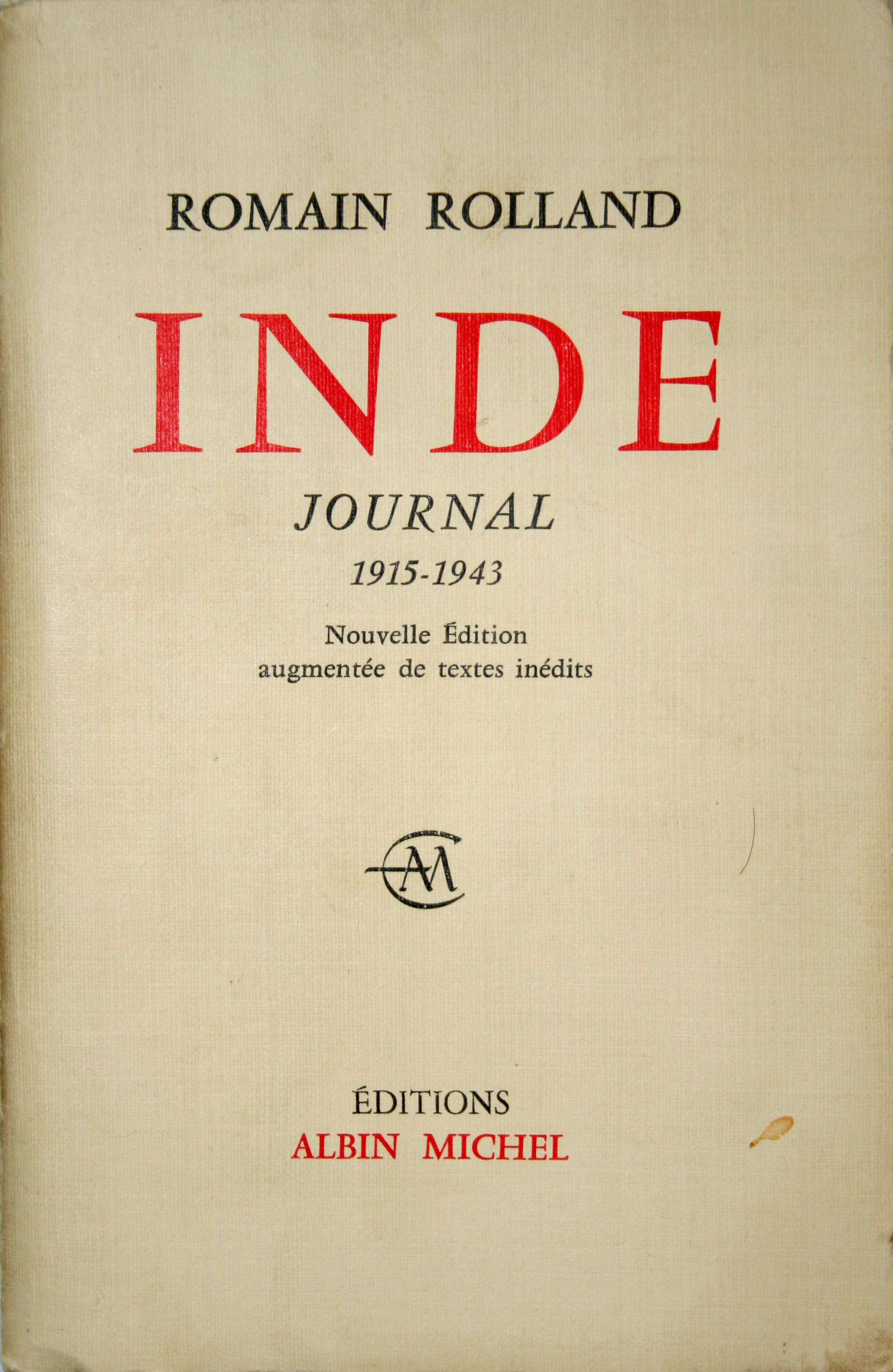
Inde, Journal 1915-1943 di Romain Rolland (1960)

Altri autori che questa casa ha aiutato a conoscere e che la hanno portata al successo includono Romain Rolland, Henri Barbusse, Roland Dorgelès, Henri Pourrat, Vercors, Robert Sabatier, Didier Van Cauwelaert, Éric-Emmanuel Schmitt, Patrick Cauvin, Violaine Vanoyeke Yasmina Reza Bernard Werber, Amélie Nothomb.
A questi si aggiungono, tra gli autori stranieri, Daphne du Maurier, Mary Higgins Clark, Stephen King o Thomas Harris.
Dal 1992, Albin Michel ha pubblicato circa 450 nuovi articoli all'anno (rispetto a circa un centinaio nel 1967). Il quarto più grande gruppo editoriale francese, i suoi autori si classificano regolarmente alla vetta delle classifiche di vendita.
A partire dal 2014, la Albin Michel inizia a lanciare nuova strategia di acquisizione che la conduce all'acquisizione di sette librerie (a Parigi, Châlons-en-Champagne, Limoges, Orléans, Besançon, Sarreguemines e Lorient) già parte della rete di librerie Chapitre. La sfida è di preservare uno dei principali circuiti per la distribuzione di libri.

## Gruppo Albin Michel
Sin dagli anni '20, Albin Michel è stato un gruppo editoriale che ha acquisito negli anni cataloghi e attività di altre case editrici, collaborato con altre, e ha ampliato la propria attività, aggiungendo alla letteratura la manualistica, i testi scolastici, educativi evo e accademici, così come i fumetti, ecc. Dal 1982, il Gruppo ha anche una propria struttura di distribuzione e ha una rete di librerie, che le consente di mantenere la sua indipendenza.
I presidenti sono stati Albin Michel (1873-1943), poi dal 1944 Robert Esmenard, suo genero, che, dopo la sua morte nel 1988, ha trasmesso la casa editrice a Francis Esmenard, suo figlio, nel 1988.

### Marchi controllati

#### Letteratura e pratica
- Edizioni Albin Michel
- Edizioni Horay
- Librairie générale française (possiede il 40 %)
- Jouvence (possiede il 30 %)

#### Scuola e università
- Magnard - Vuibert
- Editions Delagrave
- De Boeck Superior (acquisito da Ergon Capital))
- La Librairie des écoles  (possiede il 50%)

#### Diffusione e distribuzione
- Dilisco
- Edulib (possiede il 50%)
- Adilibre

#### Librerie
- SNC Besançon Lire
- SNC Chalons Lire
- SNC Limoges Lire
- SNC Lorient Lire
- SNC Orleans Lire (Librairie nouvelle d'Orléans)
- SNC Parigi Lire
- SNC Sarreguemines Lire

## Collezioni
- « Le Roman littéraire », creata nel 1917, sotto la direzione di Henri de Régnier.
- Les Grandes Traductions, creata nel 1922 con il nome di «Les Maîtres de la littérature étrangère».
- Parisienne-Collection
- L'Évolution de l'humanité, 1937
- Spiritualités vivantes, 1946, diretta prima da Jean Herbert, poi da Marc de Smedt, e in seguito da Jean Mouttapa
- Présences du judaïsme, 1958
- Lettre ouverte…, 1966
- Albin Michel Science-fiction, 1968
- Spiritualités vivantes
- Bibliothèque Idées, diretta da Hélène Monsacré
- Bibliothèque Histoire
- Super-Fiction, 1975
- Super+Fiction, 1977
- Spécial suspense, 1980
- Terres d'Amérique
- Terres indiennes
- Latitudes
- Le Square
- Wiz (collection), 2002
- #AM
- L'Islam des Lumières, diretta da Jean Mouttapa e Rachid Benzine, 2003
- Planète Inde, diretta da Jean Mouttapa e Ysé Tardan-Masquelier, 2007

## Critiche
Il giornale Le Monde  «vetrina della deriva destrorsa della società francese», a causa della pubblicazione di molti autori controversi come Éric Zemmour o Philippe de Villiers.

## Altri cataloghi acquisiti
- Société d'éditions littéraires et artistiques (1924)
- Éditions Libres-Hallier (1978)
- Ipomée (1990)
- SEDRAP (1997)
- Éditions De Vecchi (2005, rivenduta en 2012)
- Casteilla (2011)
- Dervy (rivendutaen 2011)